# Guy Lipscombe
Guy Lipscombe (* 1881; † 1952) war ein britischer Maler und Illustrator.

## Wirken
Guy Lipscombes Werke umfassen vorwiegend Motorsport und Kriegsszenen, Landschafts-, Porträt- und Genregemälde. Er verwendete verschiedenste Maltechniken, vor allem Kohle, Aquarell- und Ölfarben. Frühere Postkarten tragen lediglich die Signatur Guy L.

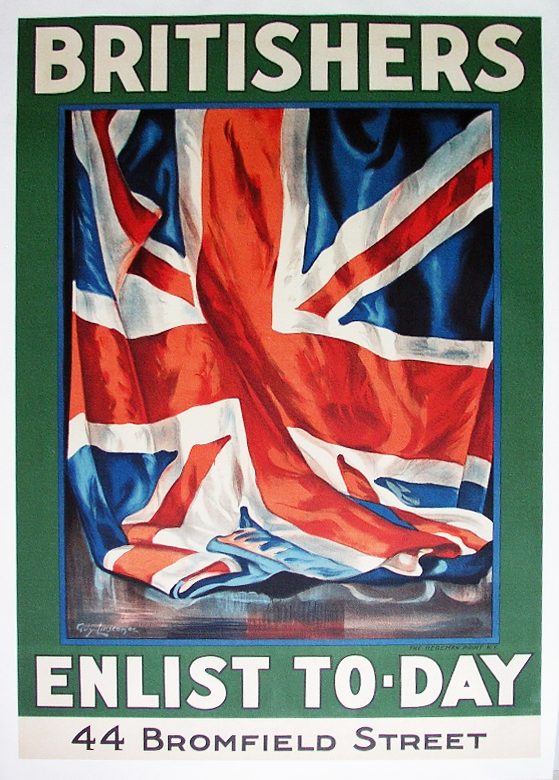
Britishers enlist to-day (Version von 1917)

1903 wurde Guy Lipscombe von  der Londoner Temple Press als Motorsportmaler für das Magazin The Motor (später Motor) angestellt. 1906 malte er das bekannte British Recruitment Rail Office-Poster Britishers enlist to-day mit dem Union Jack, das im Ersten Weltkrieg nochmals zur Anwerbung für den Kriegsdienst zum Einsatz kam.
1907 malte er das Ölgemälde, das sich heute im Treppenhaus des Royal Automobile Club (RAC) in London befindet. Darauf dargestellt ist eine Rennszene zwischen Felice Nazzaro (Fiat 130 HP Corsa) und Claude Richez (Renault AK) beim Grand-Prix-Rennen in Dieppe. Rennsportbilder von ihm befinden sich heute nahezu in allen namhaften Automobilmuseen der Welt.

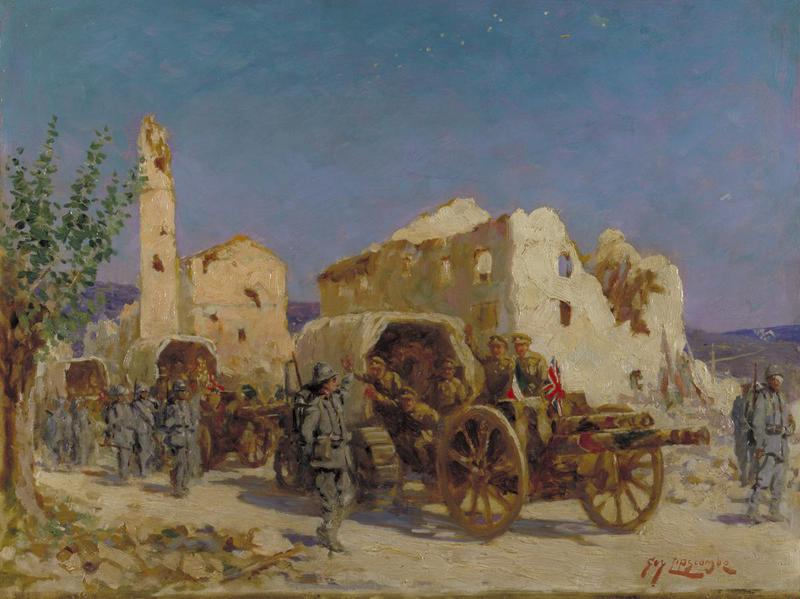
The Arrival of the First Guns on the Carso Front, Italy, 1916 (ca. 1917)

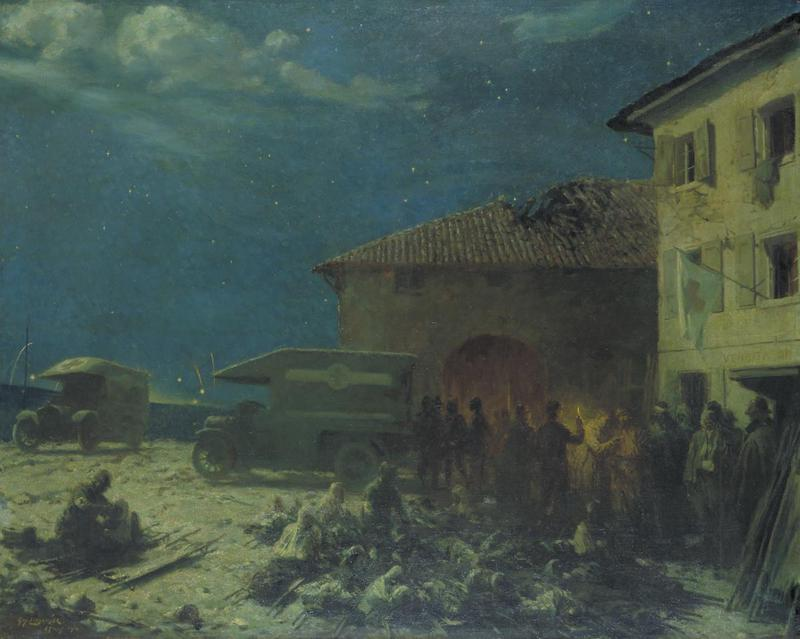
British Red Cross Ambulance, Italian Front, 1916 (1918)

Lipscombe malte im Ersten Weltkrieg an der italienischen Front sowie auf Gallipoli für das Imperial War Museum (IWM), in dessen Sammlung sich seine Bilder The Arrival of the First Guns on the Carso Front, Italy, 1916 (ca. 1917), A First-Line Dressing Station, Doberdo, Isonzo Front, Italy (1917) British Red Cross Ambulance, Italian Front, 1916 (1918), Castelfranco: Italian Troops resting en Route to the Piave Front (1918) befinden. Ebenfalls befindet sich in der Sammlung des IWM sein 1944 Bild Invasion Training in Cornwall, das während des Zweiten Weltkriegs entstand. In der Wellcome Library befindet sich sein Gemälde First World War: A Group of Casualities in a Room under a Gas Lamp (1919).
Ab 1919 malte er für das Magazin The Motor Owner, dann auch viele Jahre für das Magazin The Autocar, evtl. freischaffend.
Ab 1908 stellte Guy Lipscombe seine Werke auch aus, unter anderem im Rahmen der Ausstellungen der Royal Academy of Arts und des Royal Institute of Oil Painters, im Dudley Museum and Art Gallery und in der Walker Art Gallery in Liverpool. Im Besitz des Plymouth City Museum and Art Gallery, Plymouth, befindet sich sein Gemälde der St Andrew's as a Garden Church, im Garden Museum, Lambeth, das Bild A Garden in Summer und im Torquay Museum, Torquay, Cockington, Torquay.
1934 porträtierte er Lady Emily Roney, die von 1933 bis 1935 als erste Frau Bürgermeisterin von Wimbledon war.